# Plamen Željazkov
Plamen Dimitrov Željazkov (in bulgaro Пламен Димитров Желязков?; Asenovgrad, 14 maggio 1972) è un ex sollevatore bulgaro campione mondiale ed europeo che ha gareggiato nelle categorie dei pesi leggeri (fino a 70/69 kg.) e dei pesi medi (fino a 77 kg.).

## Carriera
Plamen Željazkov si affacciò alla ribalta internazionale nel 1996, vincendo la medaglia d'argento nella categoria dei pesi leggeri (fino a 70 kg.) ai Campionati europei di Stavanger con 332,5 kg. nel totale, battuto dal connazionale Zlatan Vanev (337,5 kg.). Lo stesso anno partecipò alle Olimpiadi di Atlanta, terminando al 4º posto finale con 335 kg. nel totale.
Un anno dopo fu medaglia di bronzo ai Campionati europei di Rijeka con 330 kg. nel totale.
Nel 1998 realizzò i più grandi successi della sua carriera nella nuova categoria dei pesi leggeri (fino a 69 kg.), vincendo dapprima la medaglia d'oro ai Campionati europei di Riesa con 330 kg. nel totale e poi conquistando il titolo mondiale ai Campionati mondiali di Lahti con 350 kg. nel totale.
L'anno successivo ottenne la medaglia d'argento ai Campionati europei di La Coruña con 350 kg. nel totale e, passando alla categoria superiore dei pesi medi, la medaglia di bronzo ai Campionati mondiali di Atene con 370 kg. nel totale.
Nel 2000 vinse la medaglia d'argento ai Campionati europei di Sofia con 365 kg. nel totale, battuto anche in questa occasione da Zlatan Vanev (372,5 kg.).
Nel 2004 Željazkov ottenne il suo ultimo podio internazionale, vincendo la medaglia di bronzo ai Campionati europei di Kiev con 360 kg. nel totale.
Nel corso della sua carriera di sollevatore Željazkov realizzò cinque record mondiali, di cui due nella categoria fino a 69 kg. (uno nella prova di strappo ed uno nel totale) e tre nella categoria fino a 77 kg. (due nella prova di strappo ed uno nel totale).